# 大塚成吉
大塚 成吉（おおつか なりよし、1856年8月13日（安政3年7月13日） - 1905年（明治38年）3月31日）は、明治時代の政治家。弁護士。衆議院議員（1期）。

## 経歴
江戸、のちの東京市小石川区小日向台町（現東京都文京区小日向）に生まれる。1870年（明治3年）横須賀製鉄所技術伝習生を経て、1872年（明治5年）大学南校に入り、1875年（明治8年）司法省法学校正則第1期補充生となった。1876年（明治9年）司法省御用掛となるが翌年1月に廃官となる。1880年（明治13年）代言人免許を取得し、横浜代言人組合に加入。1882年（明治15年）同会長に就任した。1886年（明治19年）5月、尾上町に横浜法律学校を創立し校主を務めた。ほか、東京府会議員、同郡部会副議長を務めた。
同年10月、ノルマントン号事件が発生すると法律学校で研究会を開き県民に条約改正を訴えた。また、1889年（明治22年）の共有物請求訴訟事件では地主派の代言人を務めた。1898年（明治31年）8月の第6回衆議院議員総選挙では神奈川県第2区から憲政本党所属で出馬し当選。衆議院議員を1期務めた。1900年（明治33年）川俣事件の弁護人を務めた。墓所は青山霊園(1ロ8-56)。

## 著作
- 訳『仏蘭西法律書訴訟法要説』阪上半七、1877年。
- 重訳『訓蒙経済概論』博聞社、1878年。
- 訳『宰相責任論』潜心堂、1883年。
- 閲『登記法釈義』博聞社、1886年。
- 閲『商人必携売買法問答』博文堂、1889年。